# Comité Olímpico de Malaui
El Comité Olímpico de Malaui es el Comité Nacional Olímpico de Malaui, fundado en 1968 y reconocido por el COI ese mismo año.